# Boarmia infixaria
Boarmia infixaria là một loài bướm đêm trong họ Geometridae.